# Robin Aisher
Robin Aisher est un skipper britannique né le 24 janvier 1934 à Maidstone (Kent) et mort le 26 juin 2023. Il a remporté une médaille de bronze dans la catégorie 5.5 Metre aux Jeux olympiques de 1968 avec Adrian Jardine et Paul Anderson